# Stephanometra indica
Stephanometra indica es una especie de estrella de plumas de la familia Mariametridae.

## Descripción y características
Es una estrella de plumas de tamaño mediano, con un patrón de color relativamente variable. Clásicamente, es blanco grisáceo barrado concéntricamente con crema, marrón o naranja. Tiene la particularidad de tener los brazos la mayoría de las veces en dos planos paralelos, como un abanico, más que en un arbusto o una corola. Por lo tanto, se encuentra de noche en la parte superior de los corales, más o menos perpendicular a la corriente.
Esta especie es extremadamente difícil de distinguir de su prima cercana Lamprometra palmata, cuya distribución y comportamiento también comparte. Se distingue de él sobre todo por la cara inferior de los brazos, donde el raquis es claramente nudoso y marcado con cada división entre los artículos redondeados, y también por las largas pínulas situadas en la base de los brazos que protegen el tegmen, rectos, muy rígidos transformados en púas compuestas de segmentos más largos que anchos.

## Hábitat y distribución
Esta especie es particularmente común en el Indo-Pacífico, desde el mar Rojo hasta las Islas Tonga, entre la superficie y una profundidad de 15 m (pero principalmente a poca profundidad), aunque a veces supuestamente se reporta hasta 73 m.
Es una especie nocturna, que vive escondida durante el día.

## Galería de imágenes

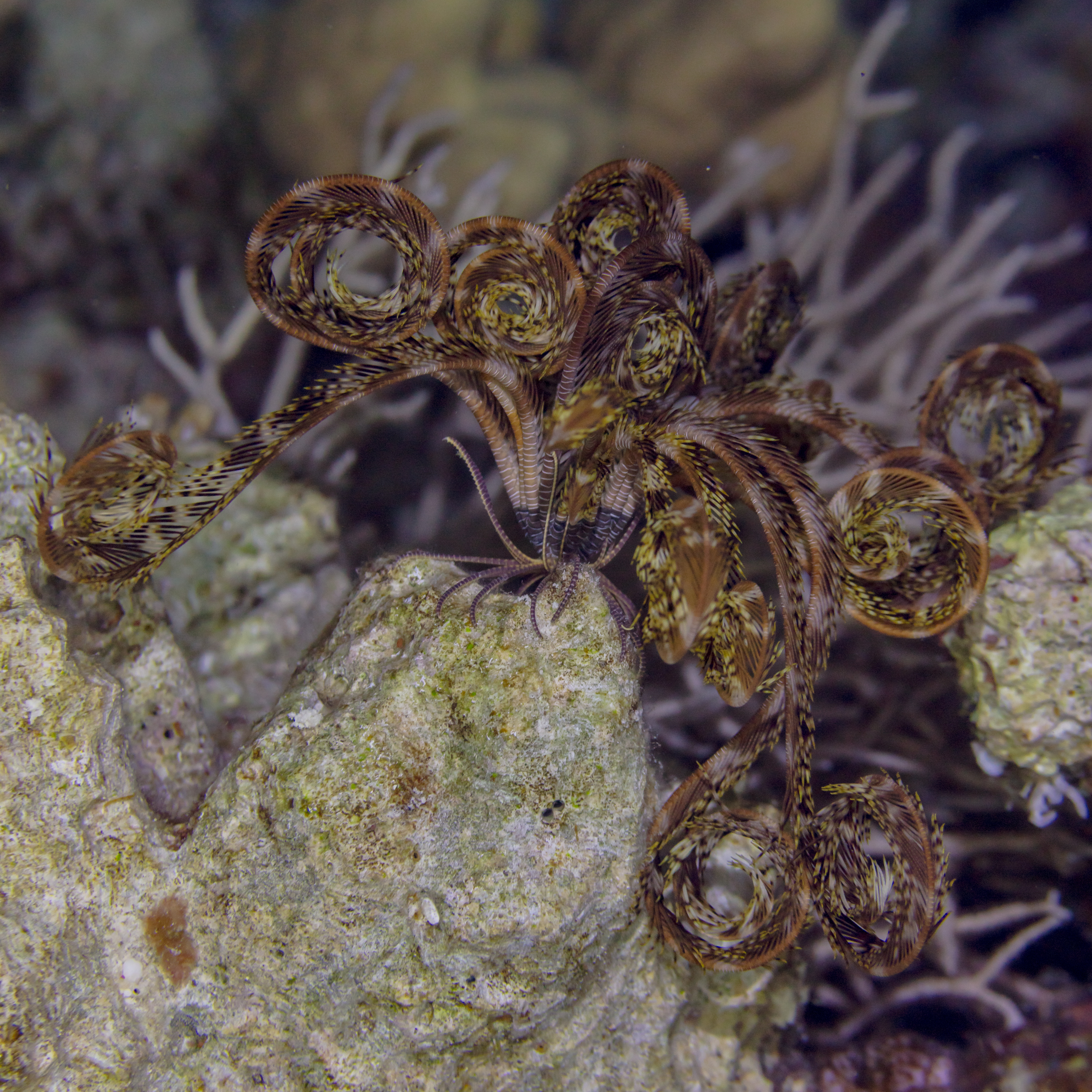
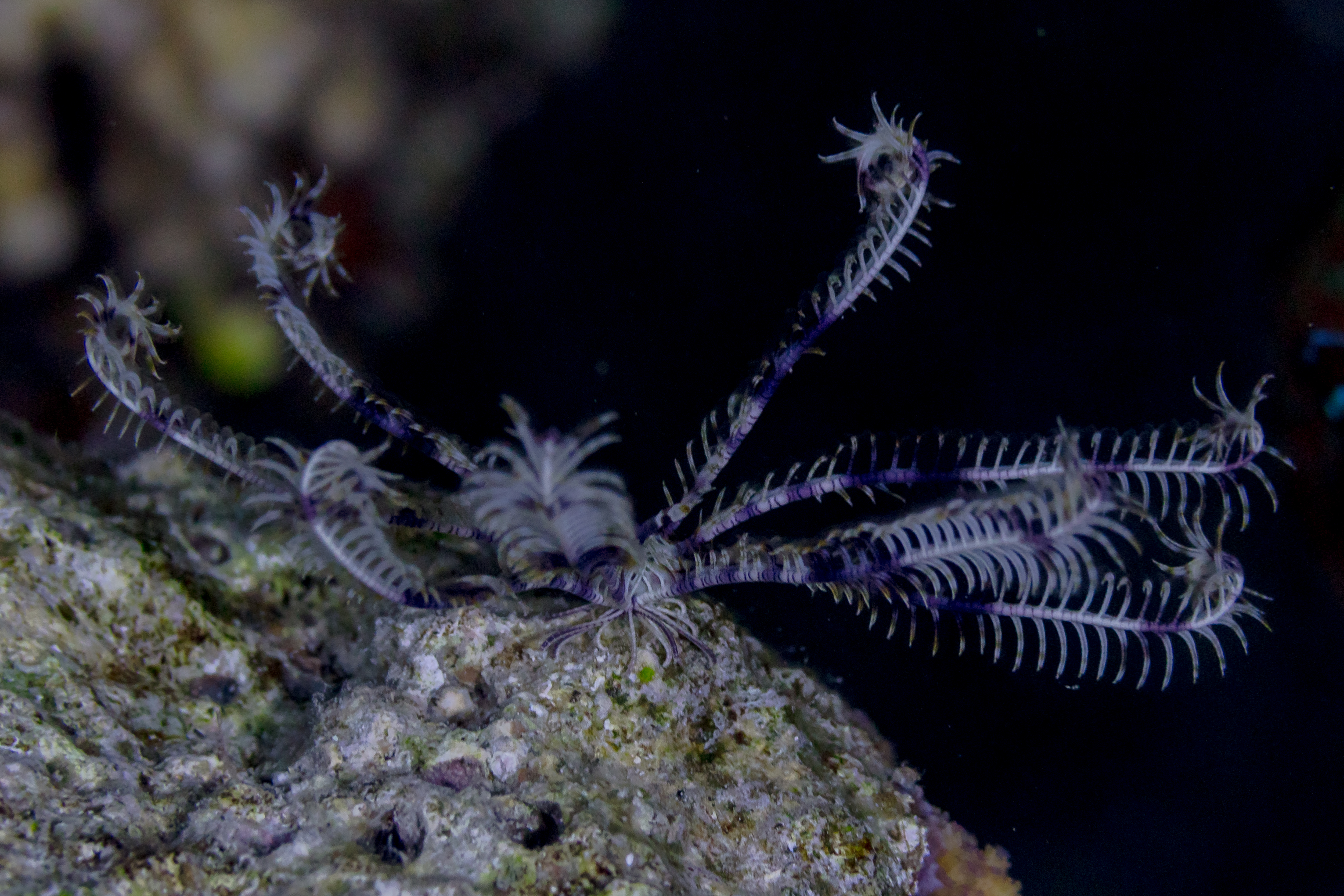
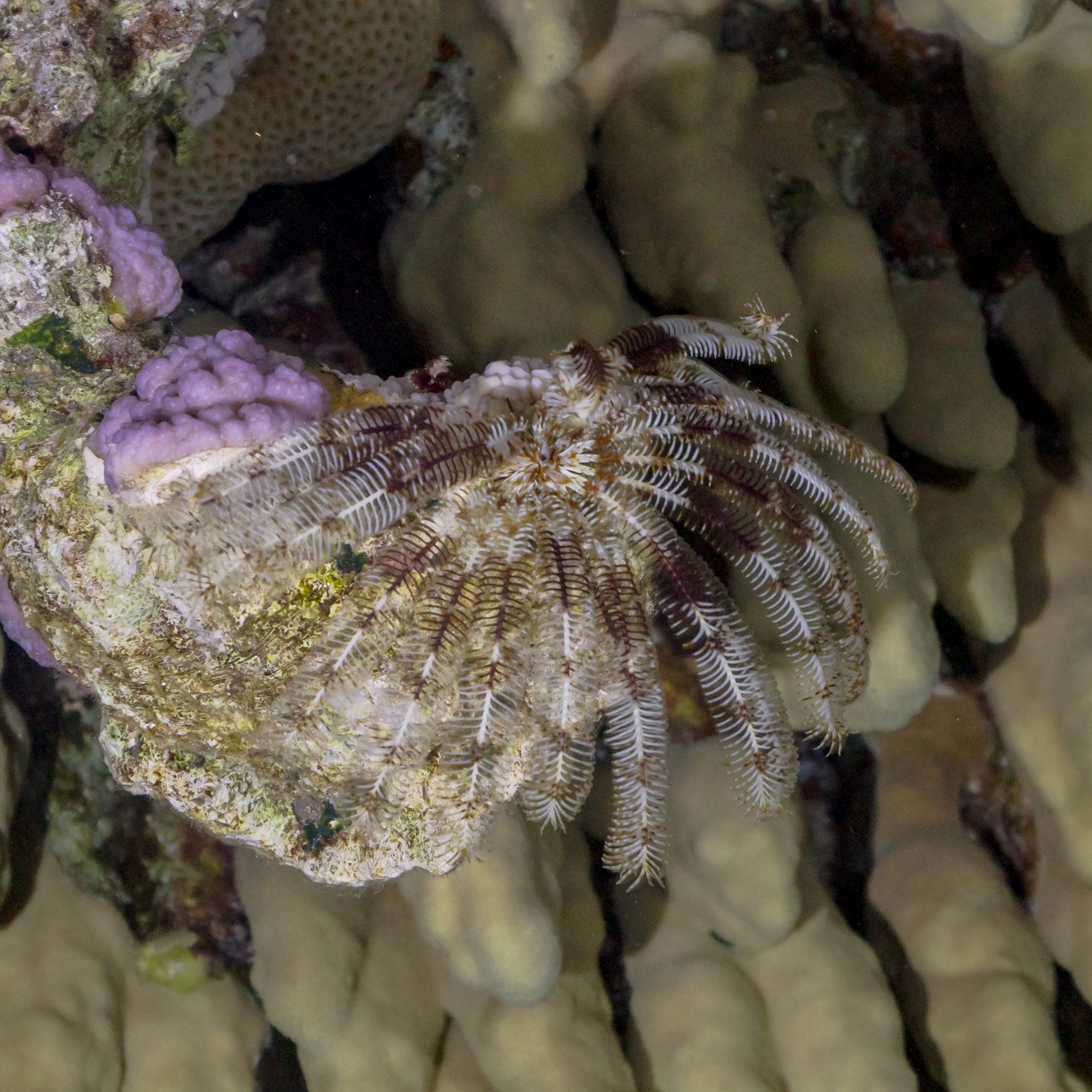
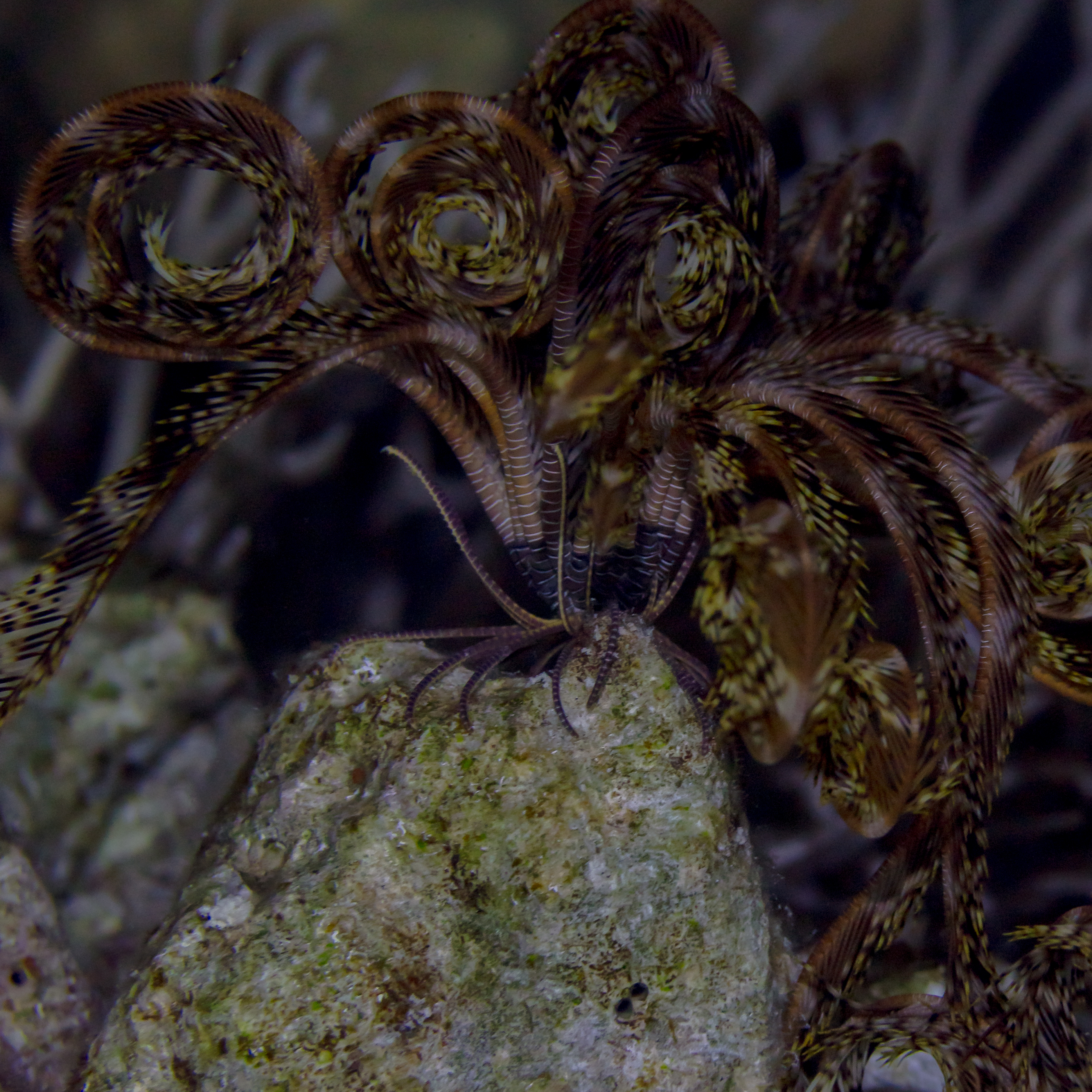
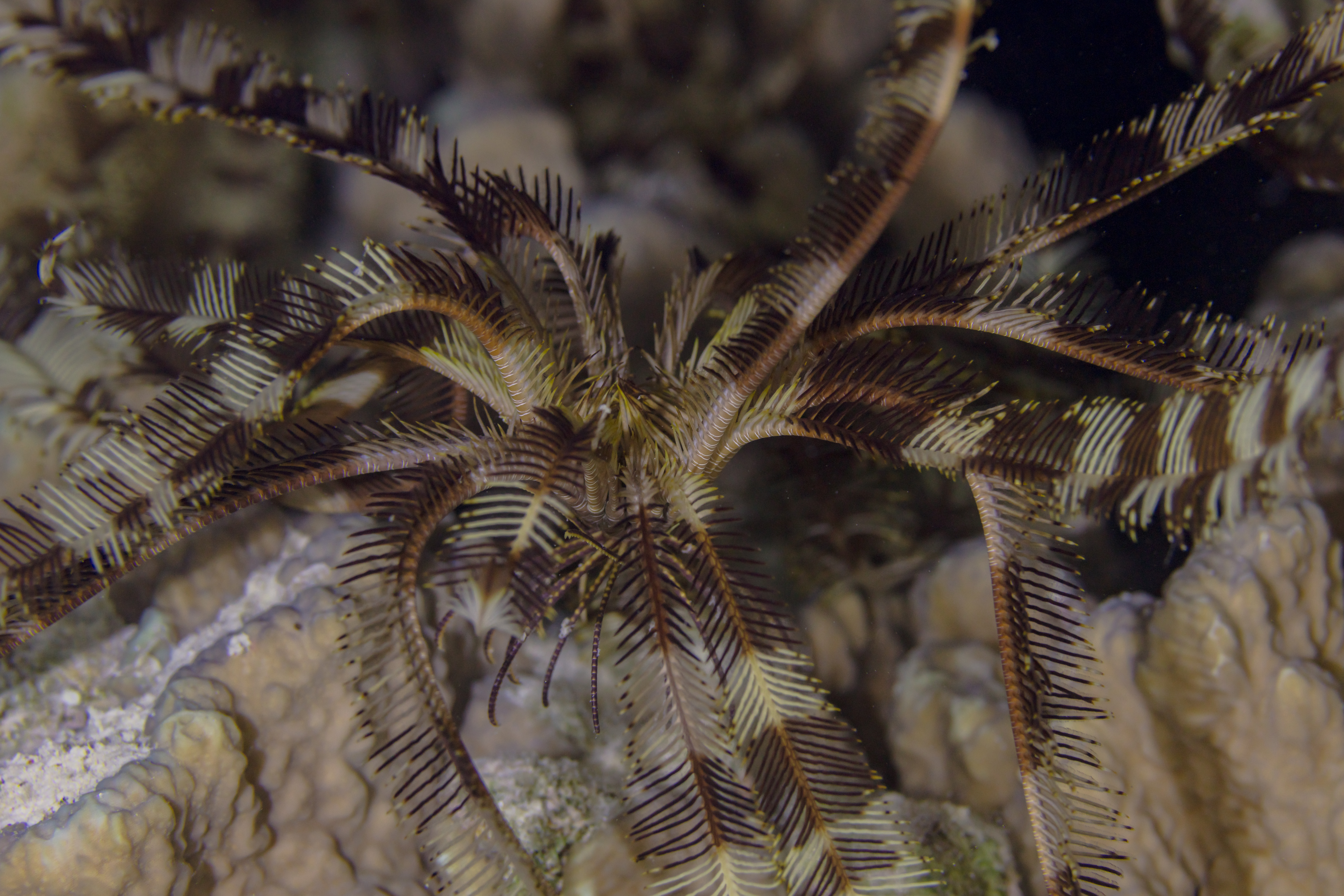
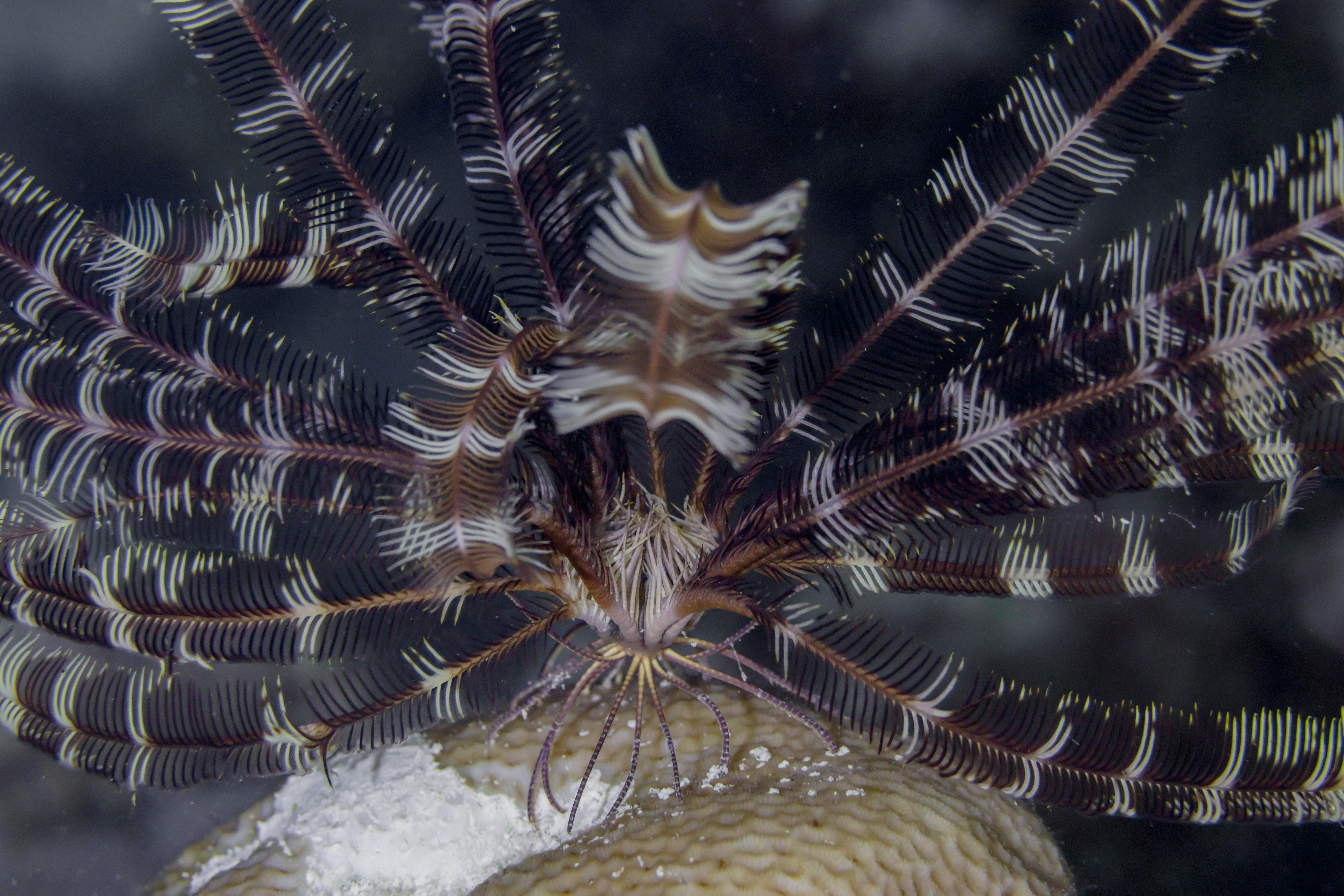
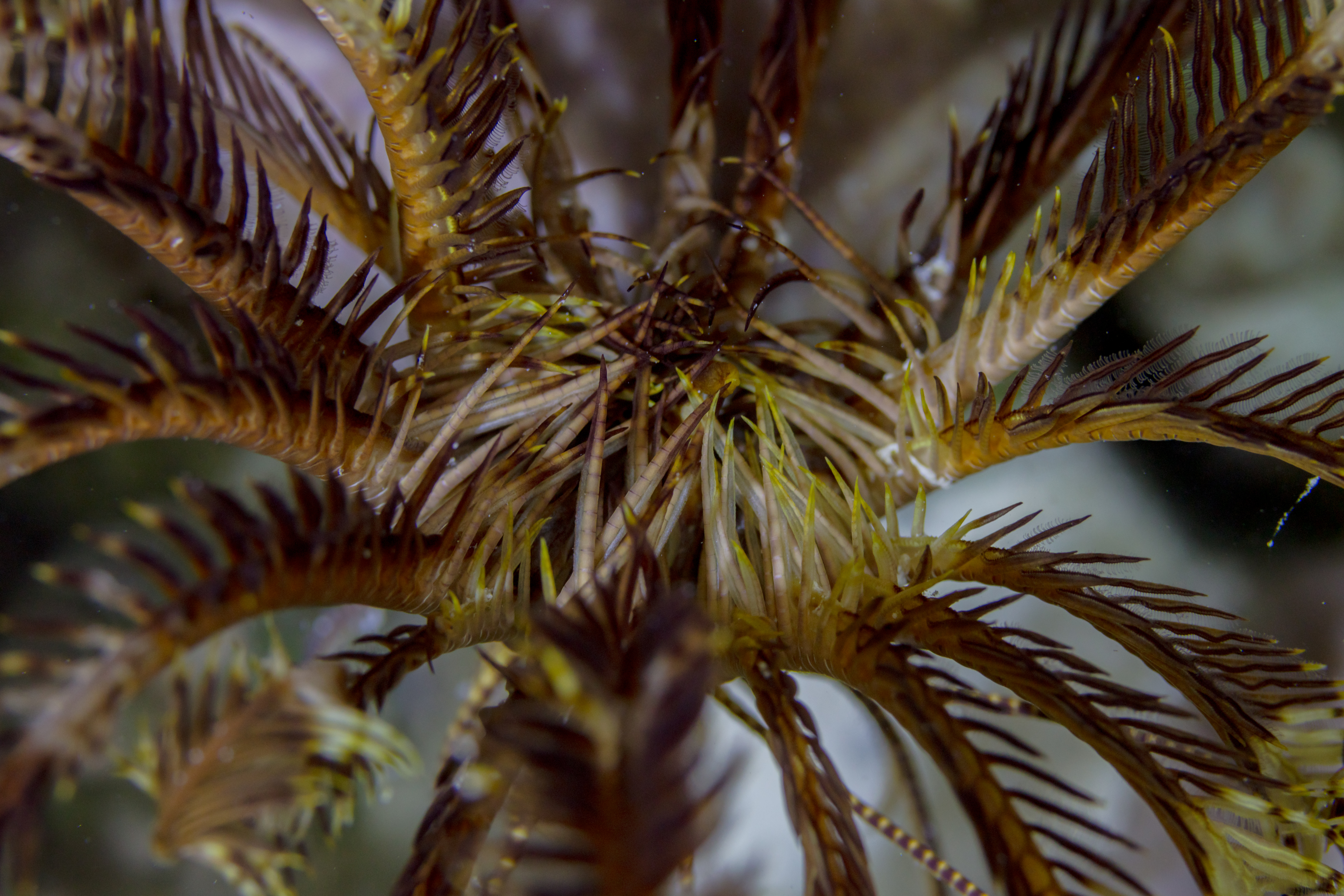